# Dorfkirche Neutz

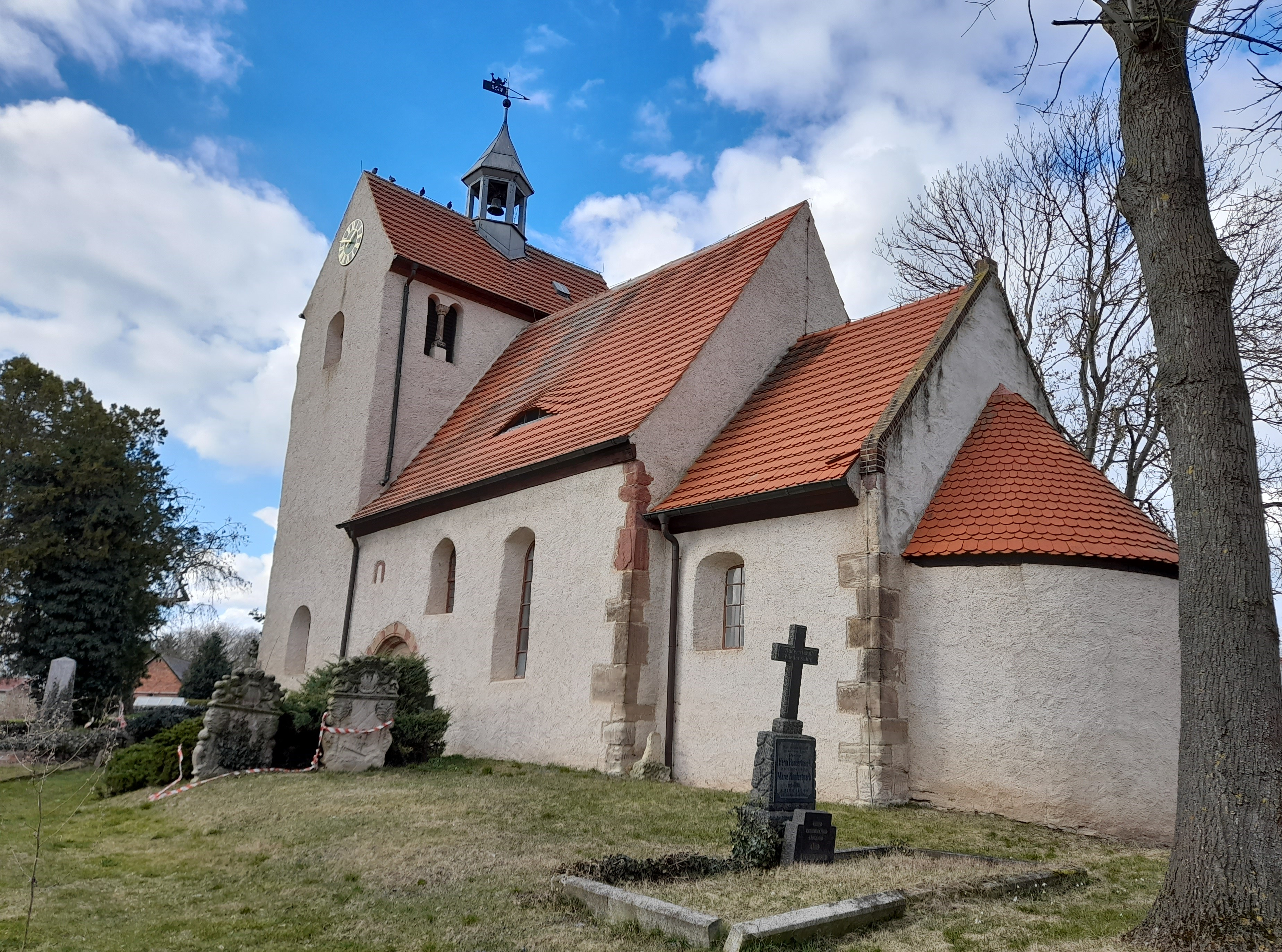
Dorfkirche Neutz von Südosten, 2022

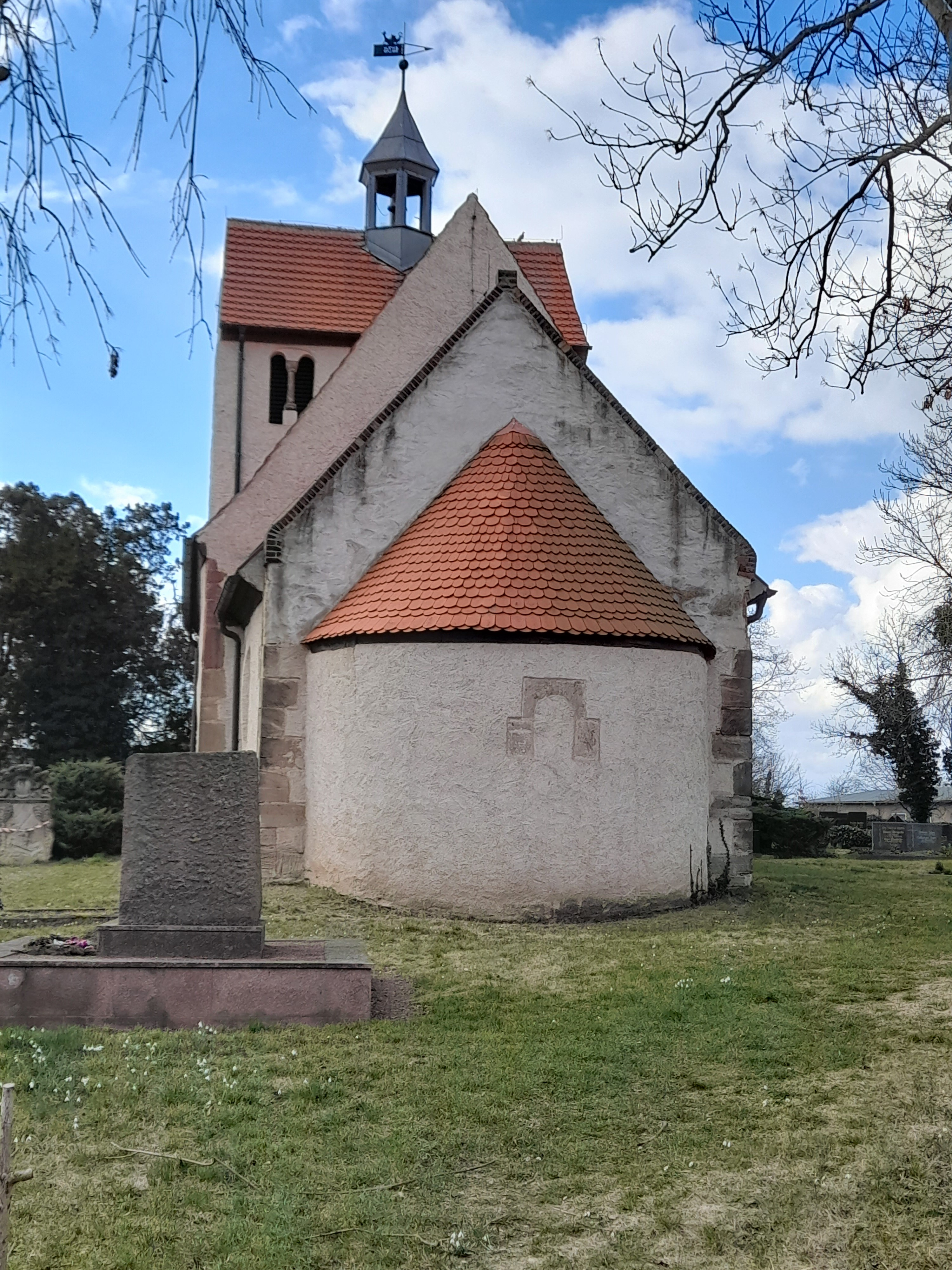
Ansicht von Osten, 2022

Die Dorfkirche Neutz ist die evangelische Kirche des zur Stadt Wettin-Löbejün gehörenden Dorfes Neutz im Saalekreis in Sachsen-Anhalt. Sie gehört zum Kirchspiel Wettin im Kirchenkreis Halle-Saalkreis der Evangelischen Kirche in Mitteldeutschland. Im Denkmalverzeichnis der Gemeinde Wettin-Löbejün ist die Kirche unter der Erfassungsnummer 094 55277 als Baudenkmal eingetragen.

## Geschichte und Architektur

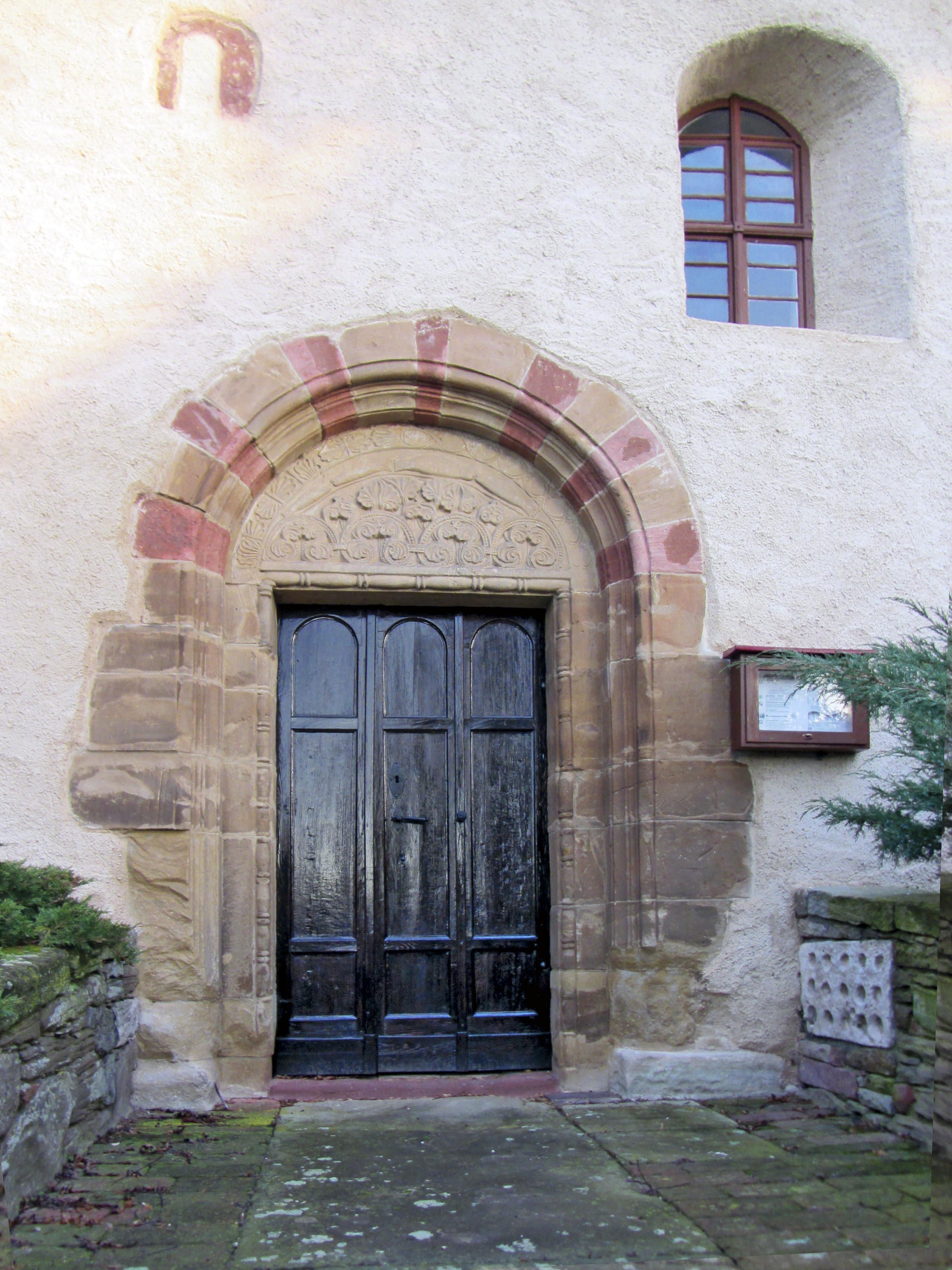
Romanisches Portal mit Näpfchenstein

Die am nördlichen Ausgang des alten Dorfkerns erhöht gelegene, wahrscheinlich um 1180 entstandene Kirche stellt sich als gut erhaltener romanischer Bruchsteinbau mit Westquerturm, querrechteckigem Chor und halbrunder Apsis (Vollständige Anlage) dar. Schultze-Galléra vermutet die Entstehung auf einer heidnischen Opferstätte.
Die romanischen Schallarkaden und Fenster sind zum größten Teil erhalten; die Apsis ist dagegen lichtlos. 1696 wurde der Bau nach einer Inschrift im Turmknopf restauriert und geringfügig verändert.
Eine kunsthistorische Besonderheit ist das romanische Rundbogenportal an der Südseite des Schiffs. Es hat einen umlaufenden Profilrahmen, darüber einen Bogen aus sich abwechselnden hellen gelben und dunkleren roten Sandsteinquadern. Die rechteckige Türöffnung ist von einem Eierstab umzogen. Das außergewöhnliche Tympanon ist reich skulptiert mit Blattarabesken in zwei Reihen, darüber vier Fische als christliche Symbole.

### Der Näpfchenstein von Neutz
Rechts neben dem Portal befindet sich das Duplikat eines sogenannten Näpfchensteins, auch Schalenstein, aus mittelalterlicher Zeit. Das Original wird in der Kirche aufbewahrt. Der Stein hat Anlass zu einer Sage gegeben, nach der laut eines Eintrags im Kirchenbuch beim Bau der Kirche im Jahr 1305 ein brütendes Basiliskenweibchen gestört worden sei, deren Eier in den 15 Schälchen des Steines gelegen haben. Der giftige Atem des Basilisken habe bewirkt, dass die Bauleute und der Pfarrer tot umfielen. Erst durch einen Spiegelzauber konnte der Basilisk überwältigt und der Kirchenbau fortgeführt werden. Der Stein ist als Bodendenkmal unter der Denkmal-ID 428300136 in der örtlichen Denkmalliste eingetragen.
Das Motiv des Basilisken wird am Kirchenbau mehrmals aufgegriffen. So erscheint in der Wetterfahne von 1838 und im Schultheißwappen ein Basilisk. In der Südwand des Altarraumes heißt es in einer verwitterten lateinischen Inschrift: basilisci afflatu necatus (in der Übersetzung: durch den Anhauch eines Basilisken getötet). Am Eingang der Kirche befindet sich ein altes Steinbild, das ebenfalls eine geflügelte Eidechse, einen Basilisken, zeigt.

## Ausstattung
Innen ist das mit einer Hufeisenempore ausgestattete Schiff von einer Balkendecke überspannt; der Chor hat ein rippenloses Kreuzgewölbe. Zum Schiff hin ist der Turm in einem weiten Rundbogen geöffnet.
Die romanischen Kämpfer an den Bögen der Apsis und des Chores sind mit einer aus Platten, Rundstäben und Kehlen bestehenden Profilierung versehen. Erhalten ist ebenfalls die romanische Altarmensa.
Weitere Ausstattungsgegenstände sind eine spätgotische Sakramentsnische in der Apsis, eine Pfarrloge mit säulenflankierter Tür von ca. 1650 sowie ein schwebender Taufengel aus dem 18. Jahrhundert.
Sieben spätgotische, ca. 30 cm hohe Holzfiguren guter Qualität aus einem ehemaligen Altarschrein waren zunächst einzeln in der Kirche aufgestellt, befinden sich jetzt aber im Pfarrhaus Wettin. Es handelt sich dabei um die Madonna mit dem Kind, den hl. Georg mit dem Drachen, die hl. Barbara mit dem Turm, den hl. Moritz als Ritter, einen Apostel mit Buch, einen Bischof mit Kirchenmodell sowie einen Heiligen ohne Attribut.